# غالينا كالتشينكو
غالينا كالتشينكو (بالأوكرانية: Кальченко Галина Никифорівна)‏ (4 فبراير 1926 ، بورزنا - 11 مارس 1975 ، كييف) - نحاتة أوكرانية، كُرمت من اتحاد الجمهوريات الاشتراكية السوفياتية عام 1964، فنان الشعب لاتحاد الجمهوريات الاشتراكية السوفياتية 1967.